# Drongelen
Drongelen  é uma aldeia no município neerlandês de Aalburg, na província de Brabante do Norte com cerca de 410 habitantes (31 de dezembro de 2008, fonte: CBS). Está localizada na Terra de Heusden e Altena.
Até 1923 Drongelen era um município independente, composto pelas aldeias de Doeveren (hoje pertencente ao município de Heusden), Gansoijen e Hagoort. Estas duas últimas aldeias não mais existem, pois foram destruídas durante a construção do Bergse Maas.
De 1923 a 1973, Drongelen fez parte do município de Eethen.
Na Segunda Guerra Mundial, quase todas as casas de Drongelen foram destruídas. A localização de Drongelen, às margens do Bergse Maas, a colocava em 1944 na linha de frente do conflito armado, deixando a aldeia sob o fogo da artilharia aliada.
Drongelen está localizada na margem direita do Bergse Maas. Uma balsa faz a ligação dela com a cidade de Waalwijk.